# Manavgat
Manavgat er en by og et distrikt i Antalya-provinsen i Tyrkiet, med 242.490 indbyggere (2020). Byen Manavgat er beliggende 72 km fra byen Antalya. Floden Manavgat danner et vandfald nær byen.
Byens kendetegn er moskéen Merkez Külliye Cami med en 30 meter høj kuppel og 60 meter høj minaret. Moskéen er således synlig fra flere steder i Manavgat.
Distriktet ligger mellem Taurusbjergene i nord og sandstrandene ved Middelhavet.
En stor del af distriktet er omgivet af en flad slette med overvejende frugtbar landbrugsjord. Foruden husdyr, dyrkes der korn, sesam og frugter og grøntsager; i de senere år er der også plantet oliven. Der er ingen industri undtagen for fødevareforarbejdning, så bortset fra landbruget afhænger den lokale økonomi af turisme. Med turismen voksede Manavgat fra en lille landsby til en større by med mange butikker, indkøbscentre, restauranter og barer.
Bjergene er dækket af skove og typiske middelhavsbuske, der er også små sletter højere oppe i bjergene, som traditionelt bruges til sommergræsning af yörük nomaderne. Manavgat har et middelhavsklima med varme, tørre somre og varme, våde vintre; temperaturen falder sjældent under frysepunktet. Distriktet vandes af floden Manavgat og har to dæmninger til vandkraft.
De antikke byer Side og Selge fra det 6. århundrede f.Kr. ligger cirka 7 km fra Manavgat.
Manavgat blev overtaget af Seldsjukkerne i 1220 og Det Osmanniske Rige i 1472.
- Moskéen Merkez Külliye Cami
- Vandfald
- Vandfald
- Krydderimarkedet